# Josep Caballé i Domenech

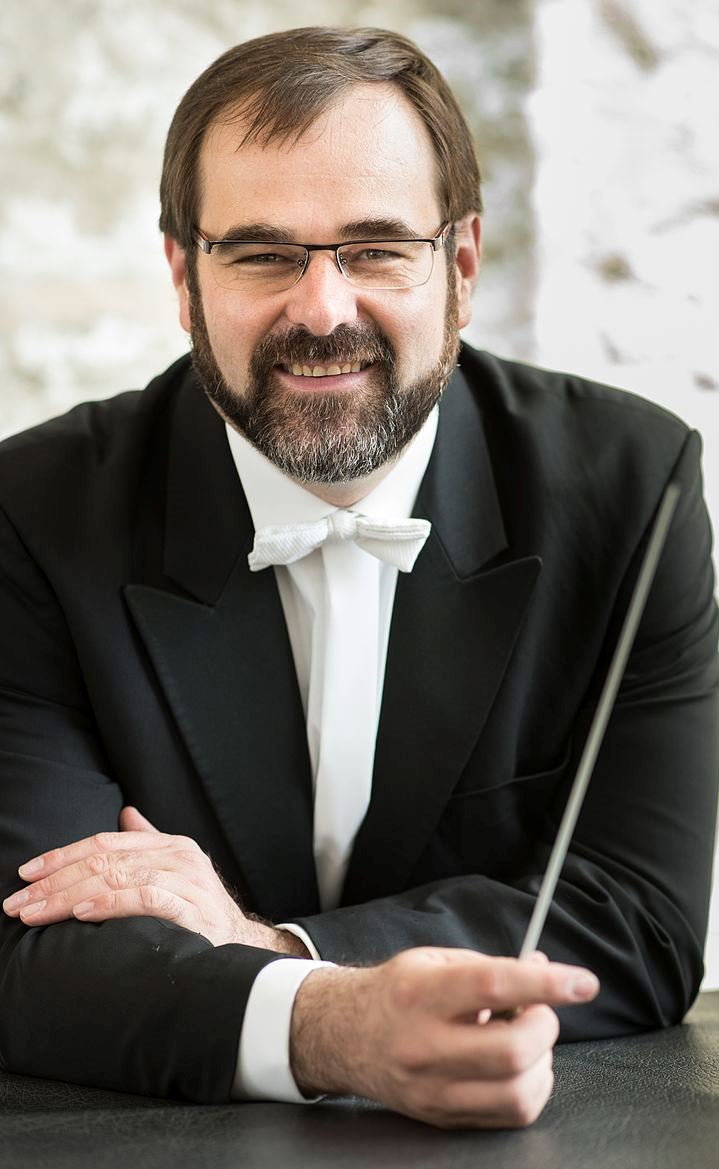
Fotoporträt von Josep Caballé i Domenech (2015)

Josep Caballé i Domenech (* 1973 in Barcelona) ist ein katalanischer Dirigent.

## Leben und Wirken
Josep Caballé i Domenech wurde 1973 in eine Musikerfamilie in Barcelona hineingeboren. Neben dem Studium von Klavier, Schlagzeug, Gesang und Violine in Barcelona absolvierte er ein Dirigentenstudium in Wien, Schweden und Aspen. Zu seinen Mentoren im Fach Dirigat gehörten Jorma Panula, David Zinman, Sergiu Comissiona und Colin Davis. Caballé i Domenech gewann im Jahr 2000 den 1. Wettbewerb Jóvenes Directores de la Orquesta Sinfónica del Principado de Asturias (2000, Junge Orchesterdirigenten des Sinfonieorchesters Prinzipat von Asturien) und 2001 den 13. Internationalen  Nicolai Malko-Wettbewerb für junge Dirigenten in Kopenhagen. Er wurde auch mit dem Aspen Preis der American Academy of Orchestra Conducting ausgezeichnet und von Sir Colin Davis für den Eröffnungszyklus der Initiative Rolex Mentor und Schutz der Kunst 2003/2003 ausgewählt. Cabbalé i Domenech integriert in seiner Dirigierkarriere ein bedeutendes Repertoire an Symphonien und Opern.
Er gab sein Operndebüt am Gran Teatre del Liceu von Barcelona. Er dirigierte Aufführungen von Mozarts Così fan tutte, Haydns Il mondo della luna, Donizettis L’elisir d’amore und Lucia di Lammermoor sowie Enric Granados Maria del Carmen. Im Februar 2009 leitete er im Liceu die Uraufführung der Oper La cabeza del Bautista (Der Kopf des Täufers) von Enric Palomar. Er leitete weitere Produktionen am Liceu, beim Savonlinna Festival und bei La Fenice in Venedig. Er wurde von weiteren europäischen Opernensembles eingeladen wie der Staatsoper Stuttgart für Le nozze di Figaro und der Wiener Volksoper mit einer Neuproduktion von Tosca, dem Theater an der Wien und vielen weiteren Opernhäusern. Mit dem Dresdener Festspielorchester trat er in der Elbphilharmonie in Hamburg auf.
1998 bis 1999 leitete Josep Caballé i Domenech das Jove Orquestra Nacional d’Espanya, das Spanische Jugendorchester. Von 2005 bis 2007 war Caballé i Domenech Gastdirigent des Norköping-Symphonie-Orchesters. Seit der Spielzeit 2011/2012 ist er musikalischer Direktor der Colorado Springs Philharmonic in den Vereinigten Staaten. Er arbeitet auch seit dieser Zeit eng mit der Semperoper in Dresden zusammen. Seit längerer Zeit besetzt er auch den Posten des musikalischen Direktors beim Orquesta Filarmónica de Bogotá. Von 2013 bis 2018 war er Generalmusikdirektor und Chefdirigent der Staatskapelle Halle. 2014 debütierte er unter anderem an der Deutschen Staatsoper Berlin und 2016 an der Staatsoper Hamburg. Im Februar 2019 wurde Caballé i Domenech zum Chefdirigenten des Kammerorchesters des deutschen Moritzburg Festivals ernannt.